# 1409. Afera na zamku Bartenstein
1409. Afera na zamku Bartenstein – film komediowy produkcji polskiej z 2005 roku w reżyserii Rafała Buksa i Pawła Czarzastego.

## O filmie
Na fabułę filmu składają się relacje polsko-krzyżackie w XV wieku ukazane w krzywym zwierciadle, wręcz w formie absurdów.
Akcja filmu rozgrywa się w niedużym, zaniedbanym zamku Bartenstein, znajdującym się na obrzeżach państwa zakonu krzyżackiego i zamieszkanym przez bardzo nietypowych Krzyżaków.

## Obsada

### Role główne
kolejność alfabetyczna
- Joanna Brodzik (Jagientka)
- Jerzy Bończak (w podwójnej roli: Znany historyk i Brat Sznajder)
- Jan Machulski (Komtur Zygfryd)
- Andrzej Nejman (Brat Kunon)
- Andrzej Szopa (Kniaź, ojciec Jagientki)
- Borys Szyc (Knecht Herman)
- Bartłomiej Świderski (Graf Eryk)
- Jan Wieczorkowski (Brat Otton)
- Marek Włodarczyk (Eugeniusz, błędny rycerz z Hiszpanii)

### Pozostałe role
- Mikołaj Niakas (Młynarz Bożydar)
- Piotr Bała (Błazen)
- Dorota Baranowska (Córka młynarza)
- Maciej Damięcki (Maćko)
- Mateusz Damięcki (Zbyszko)
- Marcin Dorociński (Wiedźmin)
- Sylwia Gliwa (Partyzantka)
- Łukasz Nowicki (Stróż prawa)
- Tadeusz Szymków (Nuncjusz)
- Piotr Jagodziński (Partyzant)
- Maciej Broda (Partyzant)
- Paweł Jaworski (Knecht)
- Piotr Jagodziński (Partyzant)
- Maciej Deperas (Partyzant)
- Olaf Jopkiewicz (Partyzant)
- Andrzej Kowal (Wielki Mistrz)
- Wojciech Luto (Kowal Grzymisław)
- Przemysław Meller (Partyzant)
- Olaf Młyński (Partyzant)
- Michał Naleśniak (Knecht)
- Maciej Nawrotkiewicz (Stróż prawa)
- Krzysztof Rybka (Knecht)
- Milan Skrobic (Partyzant)

### Role głosowe
- Wojciech Dziwulski (lektor TV)
- Ryszard Ronczewski (Wielki mistrz; rola Andrzeja Kowala)
- Jan Suzin (Narrator)
- Maher Zebian (lektor arabski)

## Informacje dodatkowe
- Film realizowano w Toruniu i na zamku w Golubiu-Dobrzyniu.
- Animacje do filmu stworzyło studio Grupa Smacznego z Gdańska.